# Дунаев, Аркадий Максимович
Аркадий Максимович Дунаев — советский хозяйственный деятель, Герой Социалистического Труда.

## Биография
Родился в 1931 году в селе Деево. 
Окончил Красноуральское ремесленное училище.
Член КПСС.
В 1950—1991 гг. — печевой обжигового передела, старший печевой, мастер обжигового отделения металлургического цеха Красноуральского медеплавильного комбината Министерства цветной металлургии СССР.
Указом Президиума Верховного Совета СССР от 20 мая 1966 года присвоено звание Героя Социалистического Труда с вручением ордена Ленина и золотой медали «Серп и Молот».
Делегат XXIII съезда КПСС.
Умер в 1995 году в Красноуральске.

## Награды и звания
- Герой Социалистического Труда (20.05.1966)
- Орден Ленина (20.05.1966)
- Орден Знак Почёта (09.06.1961)